# Lars Larsson
Pour les articles homonymes, voir Larsson.
Lars Axel Larsson  (né le 17 juin 1911 à Lidingö et mort le 29 janvier 1993 à Lidingö) est un athlète suédois, spécialiste du 3 000 m steeple. 

## Biographie
Il participe aux Jeux olympiques de 1936, à Berlin, et se classe sixième de l'épreuve du 3 000 m steeple.
Il remporte la médaille d'or du 3 000 m steeple lors des championnats d'Europe 1938, à Paris, dans le temps de 9 min 16 s 2.

### Palmarès
| Date | Compétition           | Lieu   | Résultat | Épreuve         | Performance  |
| ---- | --------------------- | ------ | -------- | --------------- | ------------ |
| 1936 | Jeux olympiques       | Berlin | 6e       | 3 000 m steeple | 9 min 16 s 6 |
| 1938 | Championnats d'Europe | Paris  | 1er      | 3 000 m steeple | 9 min 16 s 2 |

### Records
| Épreuve         | Performance | Lieu | Date |
| --------------- | ----------- | ---- | ---- |
| 3 000 m steeple | 9 min 7 s 0 |      | 1940 |